# Branislav Prelević
Branislav Prelević (in serbo Бранислав Прелевић?; Belgrado, 19 dicembre 1966) è un ex cestista, allenatore di pallacanestro e dirigente sportivo serbo.

## Palmarès

### Squadra
- Campionato greco: 1

PAOK Salonicco: 1991-92
- Coppa di Grecia: 1

PAOK Salonicco: 1994-95
- Coppa delle Coppe: 1

PAOK Salonicco: 1990-91
- Coppa Korać: 1

PAOK Salonicco: 1993-94
- Coppa Italia: 1

Virtus Bologna: 1997

### Individuale
- MVP Coppa di Grecia: 1

PAOK Salonicco: 1994-95
- MVP Coppa Italia Serie A: 1

Virtus Bologna: 1997